# Sart-Custinne
Pour les articles homonymes, voir Sart.
Sart-Custinne (en wallon Li Sårt-Custene) est un village de la vallee de la Houille, dans la province de Namur, en Belgique. Administrativement il fait partie de la commune de Gedinne située en Région wallonne. C'était une commune à part entière avant la fusion des communes de 1977.

## Étymologie
En wallon Sart-Custinne se dit 'où Saurt'

## Évolution démographique
- Source: DGS, 1831 à 1970=recensements population, 1976= habitants au 31 décembre
- Habitants : Sart-Custinniens

## Patrimoine et culture

### Patrimoine architectural
- L'église Saint-Roch fut construite en 1871-1872. L'architecte en est Jean-Lambert Blandot.